# Ivar Hallström

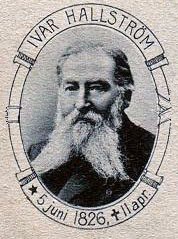
Ivar Hallström

Ivar Kristian Hallström (* 5. Juni 1826 in Stockholm; † 11. April 1901 ebenda) war ein schwedischer Komponist.

## Leben
Seine ersten Unterweisungen im Klavierspiel erhielt er von Professor Passy und dem deutschen Pianisten Stein. In Uppsala traf er auf Prinz Gustaf, einen Sohn von Oskar I., und führte mit diesem musikalische Übungen durch, bei denen Hallströms erste Komposition, ein Duett für das Singspiel Hvita frun på drottningholm (Weiße Frau von Drottningholm) entstand. 1852 beendete er seine begonnene Verwaltungstätigkeit und widmete sich ausschließlich dem Komponieren und musikalischen Unterweisungen. Nachdem Prinz Gustaf gestorben war, wurde Hallström bei Prinz Oskar als Bibliothekar angestellt. Er zog wieder nach Stockholm und gab neben seiner Klavierlehrertätigkeit mehrere Gesangshefte heraus, die populär wurden und von den Kritikern wohlwollend beurteilt wurden. Von 1861 bis 1872 stand er einem Musikinstitut vor. In den Jahren 1881 bis 1885 arbeitete Hallström an der Königlichen Oper. Er wurde 1861 zum Leiter der Königlich Schwedischen Musikakademie ernannt und erhielt 1881 den Professorentitel.
Hallströms musikalischer Stil mit mehreren Stücken in Moll, in die folkloristische Elemente einfließen, ähnelt Werken Felix Mendelssohn Bartholdys und Robert Schumanns. Er befasste sich ausführlich mit Stücken Giacomo Meyerbeers und Charles François Gounods, von denen er seine größten Inspirationen erhielt. So entstanden mehrere Lieder für das Klavier, ein Instrument, welches er vollkommen beherrschte. Er schrieb aber auch Operetten wie 1869 Den förtrollade katten (Die verzauberte Katze), 1880 Silverringen (Der Silberring), 1884 Jaguarita und 1886 Aristoteles, 1887 die Vertonung der Sage Per Svinaherde und zwei Opern zu Libretti von Frans Hedberg.
Die größte Aufmerksamkeit erhielt Hallström jedoch dafür, dass er der erste war, der eine schwedische Nationaloper komponierte. Hertig Magnus och sjöjungfrun (Herzog Magnus und die Meerjungfrau) aus dem Jahr 1867 hatte nicht nur eine schwedische Thematik, sondern war auch im Musikstil schwedisch. Noch stärker kamen diese Elemente in seiner 1874 uraufgeführten Oper Den Bergtagna zum Ausdruck. Bemerkenswert ist auch, dass Hallström der erste schwedische Komponist war, der sich dem Ballett als selbstständiger Kunstform gewidmet hat.